# Troms og Finnmark fylke
Troms og Finnmark fylke (nordsamiska: Romsa ja Finnmárku, kvänska: Tromssa ja Finmarkku, var ett norskt fylke åren 2020–2023. Det bildades genom sammanslagning av Troms fylke och Finnmark fylke, samt Tjeldsunds kommun från Nordland fylke.
Fylket upphörde 1 januari 2024, då det återigen delades efter de gamla fylkesgränserna, med undantag av Tjeldsund som fördes till Troms fylke.

## Organisation
Den politiska ledningen samt administrationschefen hade Tromsø som säte. För den statliga fylkesadministrationen inrättades den 1 januari 2019 ett ämbete som fylkesmann (numera statsforvalter) för det nya fylket, med säte i Vadsø. 
Troms og Finnmark utgjorde en gemensam valkrets för val till fylkesting, men till följd av grundlagens krav på 19 valdistrikt fortsatte dock de gamla Troms respektive Finnmark fylke att utgöra valkretsar till Stortinget.

## Upphörande
Bildandet av Troms og Finnmark fylke var en del av Norges regionreform, i vilken landets fylken ersattes med elva nya regioner. De nya regionerna benämns även fortsatt fylke eller fylkeskommuner.
Inrättandet av Troms og Finnmark fylke skedde dock med tvång från Stortinget. I det gamla Finnmark fylke hade fylkestinget beslutat att Finnmark skulle fortsätta som egen region. Fylkestinget i Troms hade en något mer öppen inställning, men ansåg att sammanslagningen skulle ske på frivillig basis och avsåg inleda samtal med Nordland fylke. Trots detta beslutade Stortinget i juni 2017 om den nya regionindelningen, med i kraftträdande 1 januari 2020.
Regionindelningen var en av valfrågorna i stortingsvalet 2021, och i februari 2022 ansökte Troms og Finnmark fylkeskommun om att åter dela fylket i två, enligt den gamla fylkesindelningen men med Tjeldsunds kommun som en bibehållen del av Troms fylke. Stortinget godkände uppdelningen den 1 juni 2022.
Troms og Finnmark fylke upphörde den 1 januari 2024. och ersattes av det nya Troms fylke (inklusive Tjeldsunds kommun) och Finnmark fylke.

## Kommuner
Fylket hade 39 kommuner, efter det att Lenviks, Tranøy, Bergs och Torskens kommuner slagits samman till Senja kommun, Hammerfests och Kvalsunds kommuner till Hammerfests kommun samt Skånlands och Tjeldsunds kommuner till Tjeldsunds kommun den 1 januari 2020.

- Alta kommun
- Balsfjords kommun
- Bardu kommun
- Berlevågs kommun
- Båtsfjords kommun
- Dyrøy kommun
- Gamviks kommun
- Gratangens kommun
- Hammerfests kommun
- Harstads kommun
- Hasviks kommun
- Ibestads kommun
- Karasjoks kommun
- Karlsøy kommun
- Kautokeino kommun
- Kvæfjords kommun
- Kvænangens kommun
- Kåfjords kommun
- Lavangens kommun
- Lebesby kommun
- Loppa kommun
- Lyngens kommun
- Målselvs kommun
- Måsøy kommun
- Nesseby kommun
- Nordkapps kommun
- Nordreisa kommun
- Porsangers kommun
- Salangens kommun
- Senja kommun
- Skjervøy kommun
- Storfjords kommun
- Sørreisa kommun
- Sør-Varangers kommun
- Tana kommun
- Tjeldsunds kommun
- Tromsø kommun
- Vadsø kommun
- Vardø kommun